# Maya Forbes
Pour les articles homonymes, voir Forbes (homonymie).
Maya Forbes, née le 23 juillet 1968 à Cambridge, au Massachusetts (États-Unis), est une réalisatrice et scénariste américaine, également productrice de télévision.

## Biographie
- Formation : Université Harvard et Phillips Exeter Academy
- Conjoint : Wallace Wolodarsky (depuis 2004)

## Filmographie

### Au cinéma

#### Comme réalisatrice
- 2014 : Daddy Cool
- 2017 : Le Roi de la polka
- 2021 : The Good House

#### Comme productrice
- 2004 : Seeing Other People

#### Comme parolière
- 2014 : Daddy Cool
- 2017 : Le Roi de la polka

#### Comme scénariste
- 2004 : Seeing Other People
- 2008 : The Rocker
- 2009 : Monstres contre Aliens
- 2012 : Journal d'un dégonflé : Ça fait suer !
- 2014 : Daddy Cool
- 2016 : American Crime Story
- 2017 : Le Roi de la polka
- 2017 : Mes vies de chien
- 2019 : Mes autres vies de chien

### À la télévision

#### Comme scénariste
- 1997 : Une fille à scandales (série télévisée)
- 1999 : True Love (téléfilm)
- Date inconnue : The Larry Sanders Show

#### Comme productrice
- 1997 : Une fille à scandales (série télévisée)
- 1999 : True Love (téléfilm)
- 2001 : More, Patience (téléfilm)
- 2001 : The Kennedys (téléfilm)
- 2002 : Life at Five Feet (téléfilm)
- Date inconnue : The Larry Sanders Show (série télévisée)

## Récompenses et distinctions
- (en) Maya Forbes: Awards, sur l'Internet Movie Database